# Úlcera arterial
A úlcera arterial é uma lesão isquêmica (deficiência da circulação do sangue numa parte do organismo) causada pela insuficiência arterial, mais frequentemente está relacionada com a aterosclerose (caracterizado pela presença de ateroma (depósito localizado de lipídios, carboidratos, componentes do sangue, tecido fibroso e cálcio).